# Maximilian von Montgelas
Maximilian Joseph greve von Montgelas (udtale: [mõʒəˈla]?; 12. september 1759 i München – 14. juni 1838 i München) var en bayersk statsmand. Han var fra 1799 til 1817 statsminister under kurfyrste og senere konge Maximilian 1..

## Liv
Montgelas var søn af baron Janus Garnerin von Montgelas, en oberst i bayersk tjeneste som tilhørte en savoyardisk (fransk-italiensk) adelsslægt. Hans mor var grevinde Ursula von Trauner.
Han gik på skole i Nancy og studerede ved universiteterne i Strasbourg og Ingolstadt. I 1777 blev han kurbayersk hofråd. Men på grund af sit medlemskab i Illuminatiordenen faldt han i unåde hos kurfyrst Karl Theodor, og flygtede i 1785 til Pfalz-Zweibrücken.
I 1803 giftede han sig med grevinde Ernestine von Arco (1779–1820), som var 20 år yngre og blev anset som en skønhed. De fik otte børn.
Maxmimilian von Montgelas blev i 1809 ophøjet i grevestanden. Den velhavende Montgelas gik for at være en "Mann von Noblesse", og så også gennem fingrene med sin kones amorøse eventyr. Han blev bisat på slottet Aham i 1838.
Palais Montgelas på Promenadeplatz i München er i dag en del af luksushotellet Bayerischer Hof. Efterkommere lever i Aham og Gerzen, og i Egglkofen, hvor de ejer flere gods.